# Воля-Блізоцька
Воля-Блізоцька (пол. Wola Blizocka) — село в Польщі, у гміні Єзьожани Любартівського повіту Люблінського воєводства.
Населення — 173 особи (2011).

## Демографія
Демографічна структура станом на 31 березня 2011 року:
|          | Загалом | Допрацездатний вік | Працездатний вік | Постпрацездатний вік |
| -------- | ------- | ------------------ | ---------------- | -------------------- |
| Чоловіки | 87      | 19                 | 50               | 18                   |
| Жінки    | 86      | 15                 | 34               | 37                   |
| Разом    | 173     | 34                 | 84               | 55                   |